# Bongah-e Tarjomeh va Nashr-e Ketab

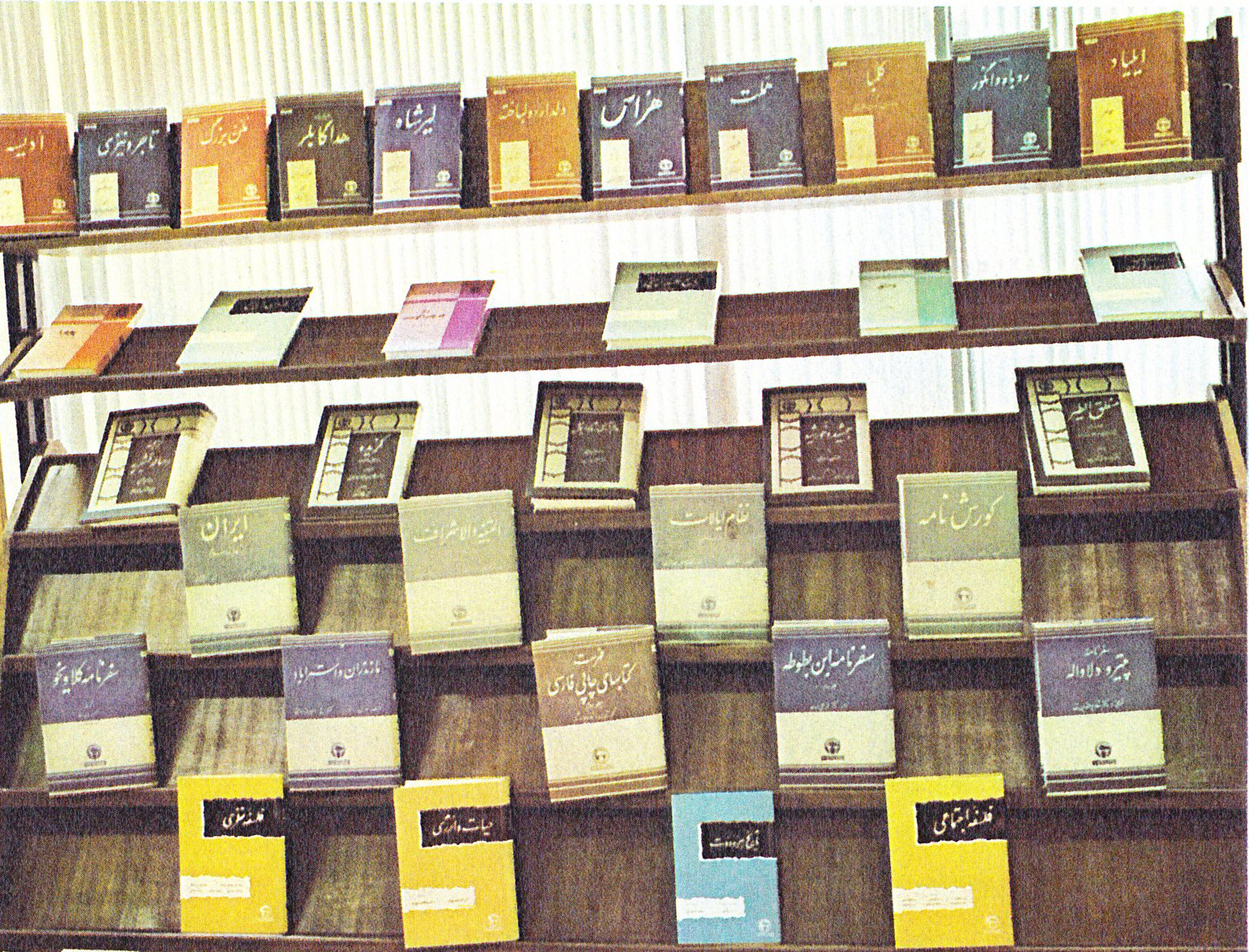
Veröffentlichungen des Bongah-Tarjomeh va Nashr-e Ketabe

Bongah-Tarjomeh va Nashr-e Ketabe (Öffentlich-rechtliche  Anstalt für Übersetzung und Veröffentlichung von Büchern) war eine gemeinnützige Anstalt des öffentlichen Rechts des Irans zur Förderung der Übersetzung und Veröffentlichung von Werken der Weltliteratur, fachwissenschaftlicher Werke und Werke über den Iran in die persische Sprache.

## Geschichte
Die Übersetzung fremdsprachiger Bücher in die persische Sprache war zu Beginn des 20. Jahrhunderts der Initiative einzelner Autoren überlassen. Diese übersetzten Werke, die sie persönlich für wichtig erachteten. Eine systematische Auswahl und Übersetzung der Werke der Weltliteratur und wichtiger wissenschaftlicher Fachbücher gab es im Iran nicht. Um diesem für die kulturelle und soziale Entwicklung des Irans problematischen Zustand abzuhelfen, wurde durch ein Dekret von Schah Mohammad Reza Pahlavi die Bongah-e Tarjomeh va Nashr-e Ketab gegründet. In späteren Jahren wurde die Anstalt durch Schahbanu Farah Pahlavi ausgebaut und erweitert.
Durch die Übersetzung der Weltliteratur in Persisch sollte breiten Teilen der Bevölkerung der Zugang zur Weltliteratur eröffnet werden. Ziel war es, die literarisch interessierte iranische Bevölkerung mit den Hauptströmungen der Weltliteratur vertraut zu machen und die persische Sprache durch die Schöpfung neuer Begriffe und Ausdrucksweisen zu bereichern.
Die systematische Übersetzung fachwissenschaftlicher Standardwerke sollte vor allem der Aus-, Fort- und Weiterbildung dienen. Durch die Übersetzungen von Büchern herausragender Philosophen und Soziologen sollten im Iran unbekannte Denkschulen und Theorien über die gesellschaftliche Entwicklung über die Fachwelt hinaus bekannt gemacht werden. Von der Gründung der Anstalt bis zur Islamischen Revolution im Jahr 1978 wurden über 1.000 Werke übersetzt und veröffentlicht.
Die Anstalt förderte auch wissenschaftliche Institute und Hochschulinstitute, die fremdsprachige fachwissenschaftliche Literatur übersetzen und veröffentlichen lassen wollten. Gefördert wurden auch Übersetzungen persischsprachiger Veröffentlichungen in Fremdsprachen.
Die Reihe Persian Heritage Series in englischer Sprache wurde in Zusammenarbeit mit der UNESCO herausgegeben. Eine weitere Reihe, die in Zusammenarbeit mit der UNESCO entstand, war die französischsprachige Reihe Collection des Oeuvres Representatives.

## Direktoren
Die Gründungsdirektoren des Jahres 1952 waren: Ehsan Yarshater, Asadollah Alam und Seyyed Hassan Taqizadeh.
Ab 1958 wurde Ehsan Yarshater geschäftsführender Direktor. Weitere Direktoren waren Abdul Hossein Zarinkub, Iradsch Afschār, Dschafar Schoar und Hasan Zughi. Nach dem Ausscheiden von Asadollah Alam wurde Dschafar Scharif-Emami in das Direktorium aufgenommen.

## Heutige Tätigkeit
Nach der Islamischen Revolution wurden die Bongah-e Tarjomeh va Nashr-e Ketab und die Bonyad-e Farhang-e Iran mit weiteren im Bereich der Literatur tätigen Institutionen zusammengelegt und das Aufgabenspektrum modifiziert. Eine besondere Betonung liegt heute auf der Übersetzung „Islamischer Werke“ und dem Aufbau politischer Sammlungen. Die Bibliotheken der Bongard und der Anjoman-e Ketab-e Iran (Buchgesellschaft Iran) wurden zusammengeführt.